# ZB vz. 98/22
El ZB vz. 98/22 es un fusil de cerrojo diseñado y producido en Checoslovaquia. Reemplazó a los fusiles Mauser 98 comprados a Alemania después del Tratado de Versalles. Fue rápidamente reemplazado por el más corto ZB vz. 24, siendo vendido a diversos países, especialmente Irán y Turquía, donde quedó en servicio hasta después de la Segunda Guerra Mundial.

## Diseño
Cuando se fundó Checoslovaquia en 1918, de inmediato empezó a planear la fundación y equipamiento de su propio ejército. En 1922, eligió construir un derivado del Steyr Modelo 1912 del contrato mexicano. Era conocido como ZB vz. 98/22.
El Ejército checoslovaco era especialmente exigente sobre la calidad de sus nuevos fusiles estándar, por lo que solo adoptó una pequeña cantidad de estos en servicio.[cita requerida] A esos fusiles checoslovacos se les estampó los marcajes E-22 o E-23 (la - servía como pedestal para el típico león checoslovaco de los marcajes militares). Los fusiles que no fueron adoptados, se vendieron a Irán,[cita requerida] Turquía o en el mercado de armas civil. 

## Reemplazo
El ZB vz. 98/22 fue rápidamente reemplazado por el más ligero y fácil de manipular ZB vz. 24, mientras que los demás fusiles ZB vz. 98/22 fueron exportados o vendidos en Checoslovaquia. Algunos fusiles fueron vendidos a la República de China para complementar los otros fusiles tipo Mauser. En China, estos fusiles fueron empleados durante la era de los caudillos, la guerra civil china y la guerra de Corea.

## Segunda Guerra Mundial
La mayoría de estos fusiles no fueron empleados en la Segunda Guerra Mundial. Sin embargo, estuvieron en servicio en China hasta la década de 1950 y los rebeldes del Kurdistán todavía lo empleaban en la década de 2010.

## Marcajes

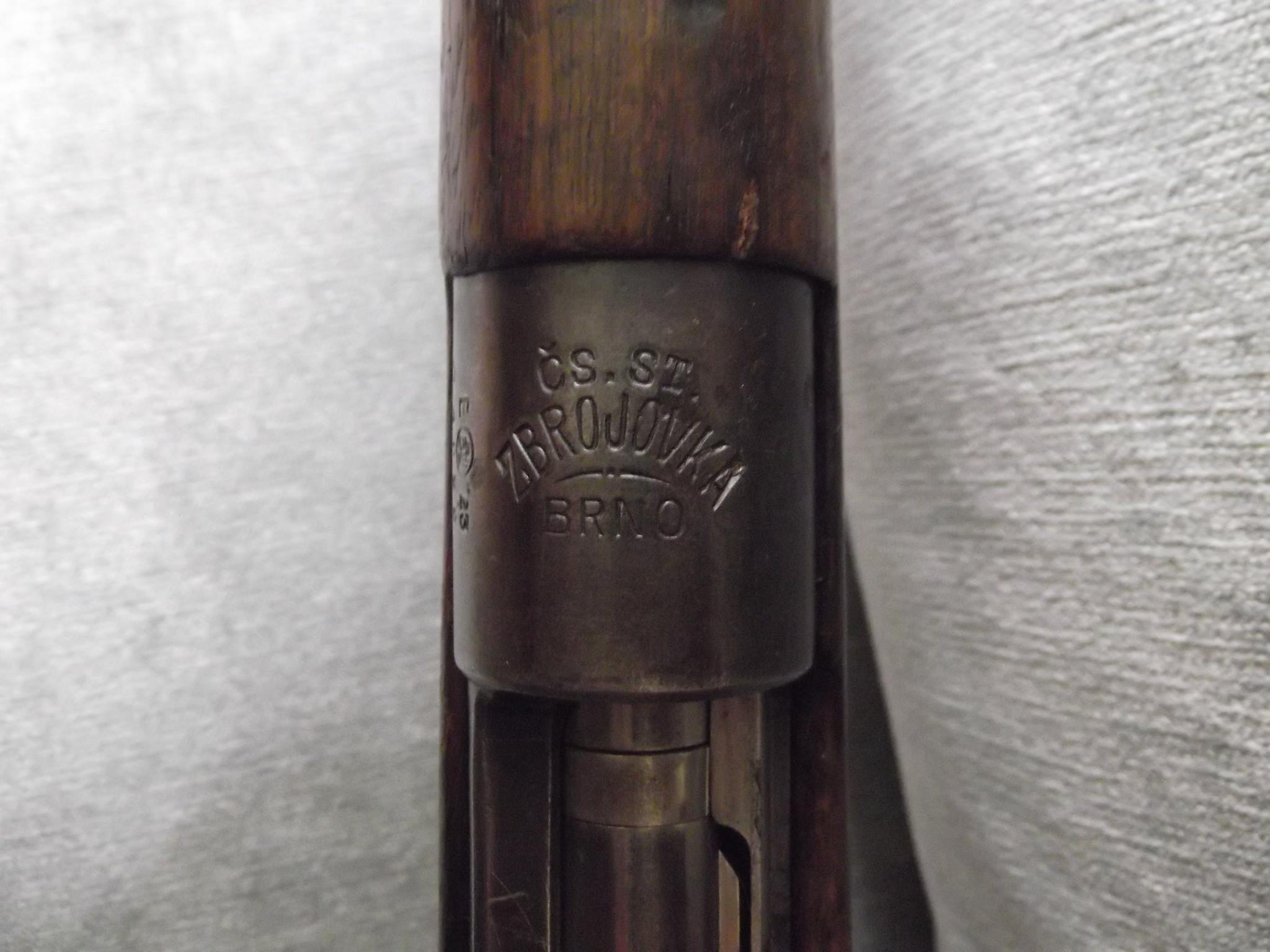
Acercamiento de la recámara, mostrando el marcaje curvado BRNO.

Muchos fusiles ZB vz. 98/22 tienen un marcaje ligeramente curvado sobre la recámara, con el texto "ČS.ST/ZBROJOVKA/BRNO", Arsenal Checoslovaco de Brno en checo. Los modelos posteriores de este fusil tienen el mismo texto, pero sin la curva. Si el fusil había entrado en servicio con el Ejército checoslovaco, tendrá estampado el marcaje E-22 o E-23, usualmente en el lado izquierdo del cajón de mecanismos y encima del número de serie.
Los ZB vz. 98/22, al igual que cualquier fusil checoslovaco, tienen estampado el marcaje (Z) en la mayoría de sus piezas de metal.[cita requerida]
Algunos modelos turcos tienen marcajes turcos además de los marcajes checoslovacos, pero otros solo tienen marcajes checoslovacos. El alza de los modelos turcos está frecuentemente graduada en números turco otomanos o números arábigos. Los modelos chinos frecuentemente tienen caracteres grabados en la culata.
El alza de los modelos iraníes está graduada en números persas.[cita requerida]

## Usuarios
- Checoslovaquia[1]
- China[2]
- Irán[cita requerida]
- Kurdistán[2]
- República de China[3]
- Turquía[4]